# Chardi Landu
Chardi Mpindi Landu (Enschede, 18 juli 2000) is een Nederlands-Congolees voetballer die als aanvaller speelt. Hij verruilde PEC Zwolle in de zomer van 2023 voor FC Emmen.

## Carrière
Landu speelde in het seizoen 2010/11 in de jeugd van FC Twente, waarna hij de overstap maakte naar het Engelse Brentford. Na drie seizoenen keerde hij terug naar Nederland om zich aan te sluiten bij de jeugdopleiding van PEC Zwolle. In de voorbereiding van het seizoen 2021/22 mocht hij voor het eerst meetrainen met de hoofdmacht. In augustus 2021 maakte hij zijn debuut voor PEC Zwolle in de thuiswedstrijd tegen Vitesse. Tegen Go Ahead Eagles maakte hij zijn basisdebuut.
Medio 2023 verkaste Landu naar FC Emmen. Hij debuteerde op 11 augustus 2023 tegen SC Cambuur (2-2). Hij startte in de basis en gaf meteen een assist.

## Carrièrestatistieken
| Seizoen                        | Club            | Competitie      | Competitie | Competitie | Beker | Beker | Overig | Overig | Totaal | Totaal |
| Seizoen                        | Club            | Competitie      | Wed.       | Dlp.       | Wed.  | Dlp.  | Wed.   | Dlp.   | Wed.   | Dlp.   |
| ------------------------------ | --------------- | --------------- | ---------- | ---------- | ----- | ----- | ------ | ------ | ------ | ------ |
| 2021/22                        | PEC Zwolle      | Eredivisie      | 11         | 0          | 0     | 0     | 0      | 0      | 11     | 0      |
| 2022/23                        | PEC Zwolle      | Eerste divisie  | 11         | 2          | 1     | 0     | 0      | 0      | 12     | 2      |
| 2023/24                        | FC Emmen        | Eerste divisie  | 10         | 0          | 0     | 0     | 0      | 0      | 10     | 0      |
| 2024/25                        | FC Emmen        | Eerste divisie  | 4          | 0          | 0     | 0     | 0      | 0      | 4      | 0      |
| Carrière totaal                | Carrière totaal | Carrière totaal | 36         | 2          | 1     | 0     | 0      | 0      | 37     | 2      |
| Bijgewerkt tot 9 januari 2025. |                 |                 |            |            |       |       |        |        |        |        |